# Гирахиус
Гирахиус (лат. Hyrachyus, от hyrax «даман» и др.-греч. ὗς «свинья»; «даманосвинья») — вымерший род непарнокопытных, живший на территории Европы(Англия, Франция, Германия, Испания), Северной Америки (США) и Азии (Япония) в эпоху среднего эоцена (с танетского века палеоцена по лютетский век эоцена), то есть примерно 40 миллионов лет назад. Останки его также были обнаружены на Ямайке. Является близким родственником лофиодона, одного из древнейших тапиров.

## Систематика
Гирахиусы являлись типовым родом семейства Hyrachyidae. Этот род представлен 5 видами: H. affinis, H. bicornutus, H. douglassi, H. eximius, H. modestus. Известно большое количество синонимов этого рода: Chasmotherium, Colonoceras, Hyrachyus agrarius, Hyrachyus agrestis, Hyrachyus bairdianus, Hyrachyus crassidens, Hyrachyus hypostylus, Hyrachyus imperialis, Hyrachyus princeps, Ephyrachyus, Isectolophus modestus, Lophiodon affinis, Lophiodon bairdianus, Lophiodon modestus, Metahyrachyus.

## Описание

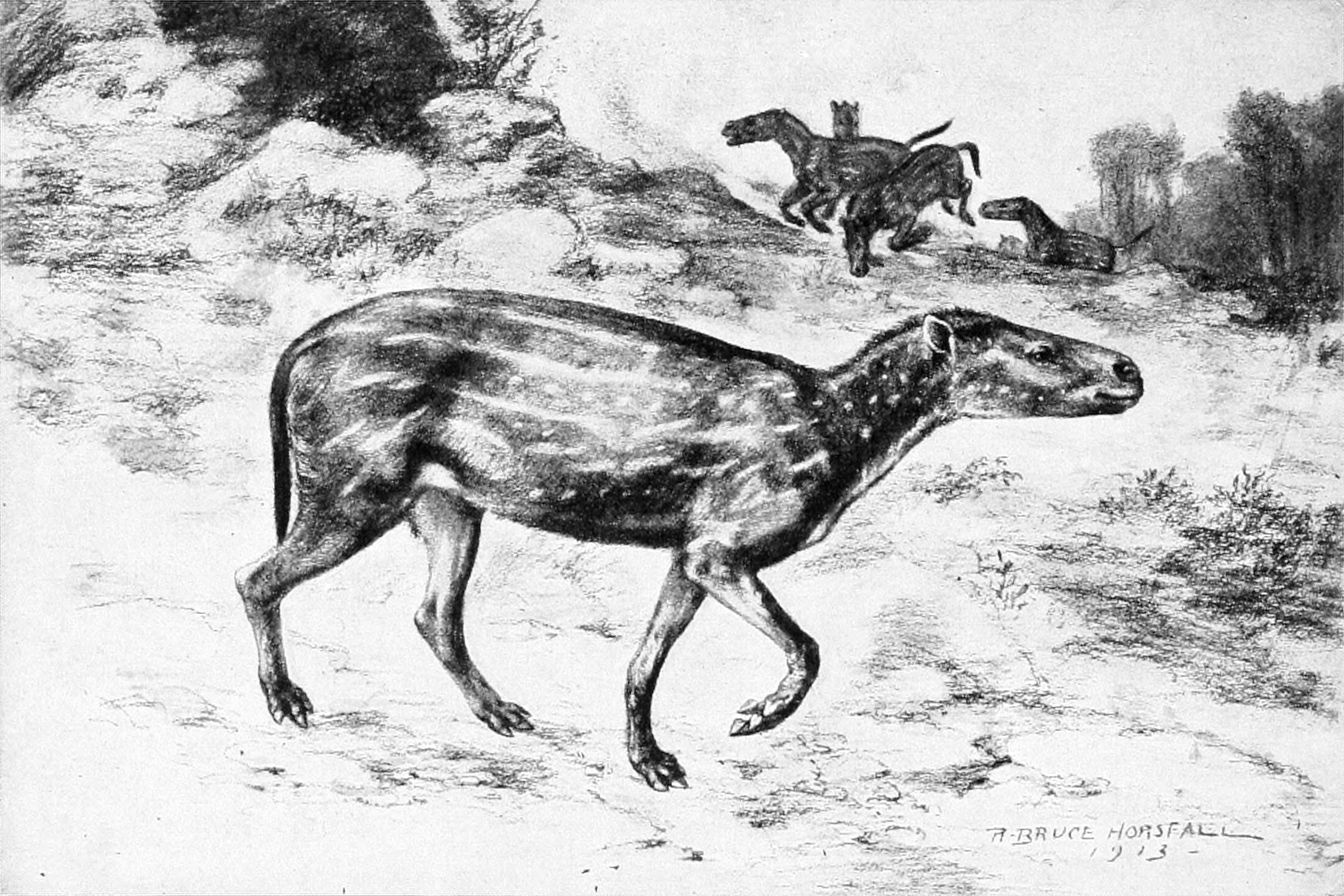
Реконструкция вида Hyrachyus eximius

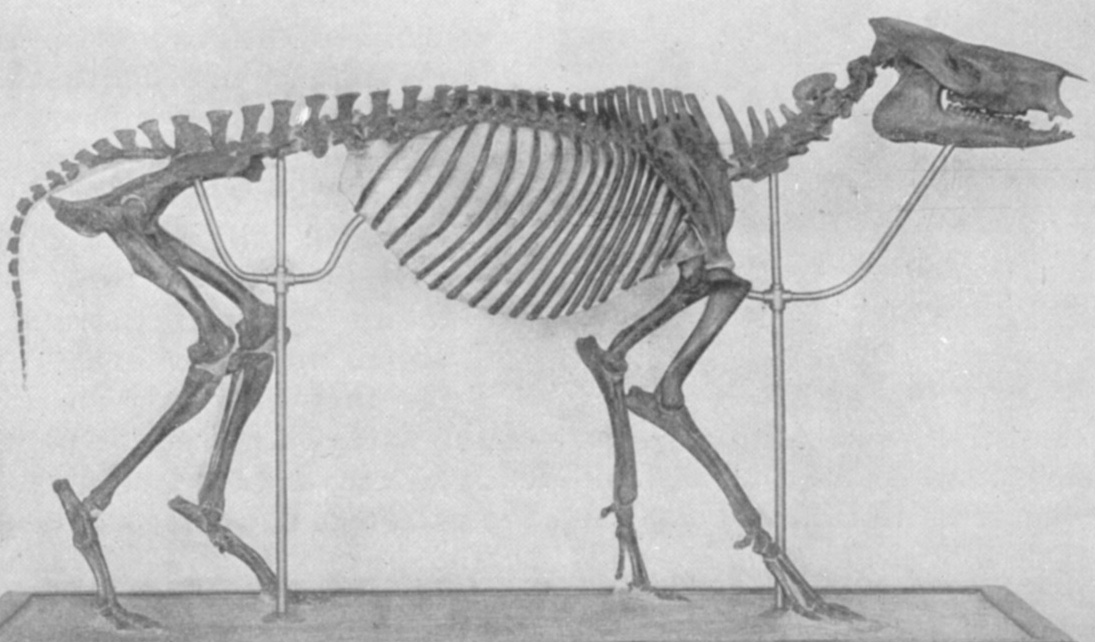
Скелет гирахиуса

Гирахиусы достигали полутора метров в длину и весили 45—90 кг. Его размеры расцениваются палеонтологами как средние. Это было исключительно растительноядное существо. Вероятно, на гирахиусов часто охотились млекопитающие других типов, такие, как, например, мезонихиды.
Являлись родственниками палеотериевых, и, предположительно, были предками современных тапиров, лошадей и носорогов. Внешне на современных тапиров был похож более всего, хотя, возможно, не имел характерного для тапиров укороченного хобота. Тем не менее, его зубы были очень похожи на таковые у носорогов, что подтверждает его родство с этой группой животных.
На сегодняшний день известно около сотни сохранившихся скелетов гирахиусов.